# Rastro

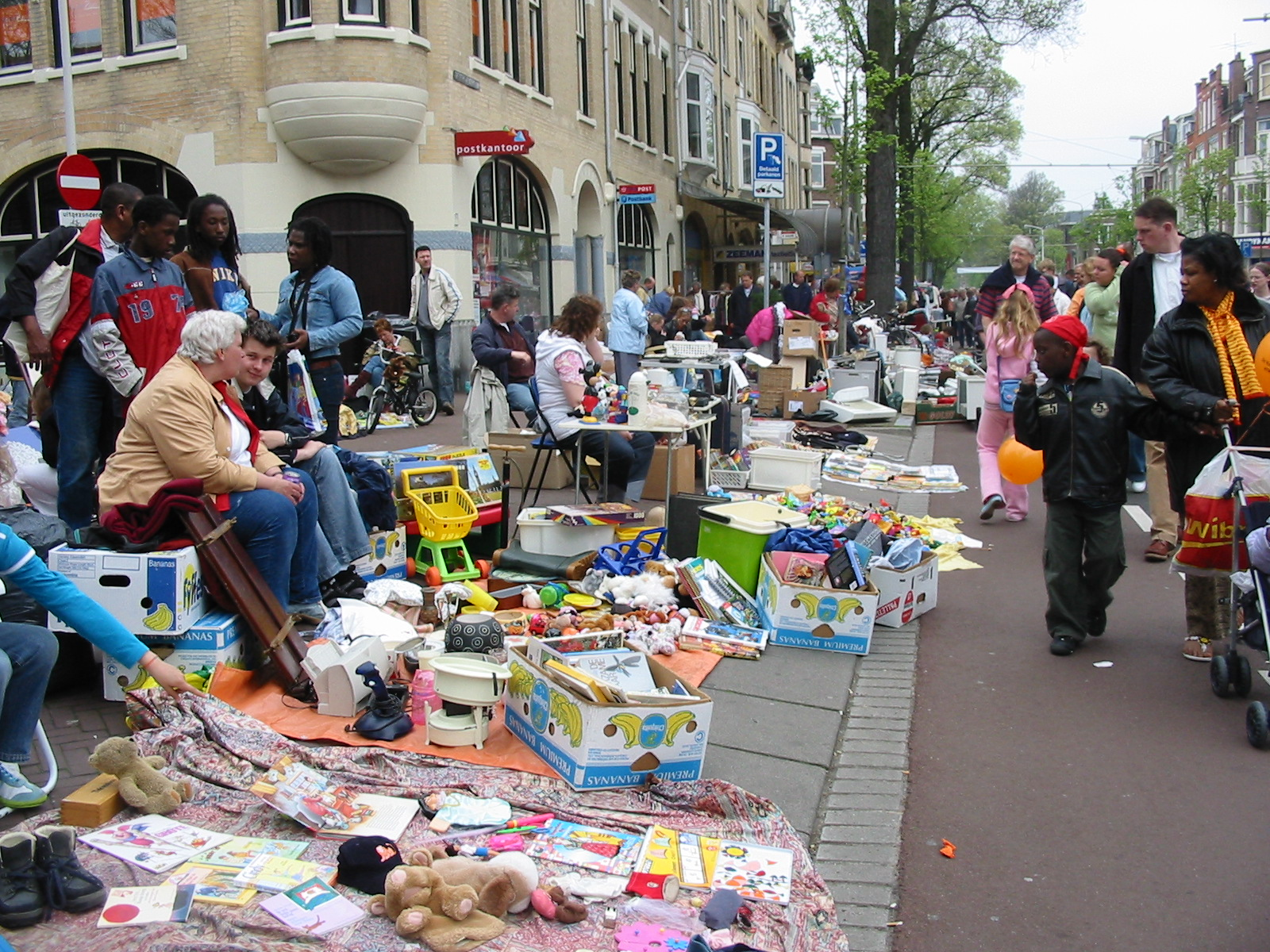
Rastro en La Haya, Países Bajos.

Rastro, rastrillo y baratillo denominan un tipo de mercado popular, por lo general al aire libre e instalado en determinados días, en el que se venden productos a menor precio del normal. En las poblaciones occidentales se concentran en lugares públicos cedidos o consentidos por los ayuntamientos. A diferencia de los mercadillos, que suelen vender ropa y comida, los rastros ponen a la venta objetos antiguos en toda su diversidad. Uno de los más famosos (que ha dado su nombre al resto) es el Rastro de Madrid, instalado los domingos por la mañana en las proximidades de la Plaza Mayor de la capital española, junto al antiguo matadero (o "rastro") de la ciudad.

## Origen del término
Posiblemente medieval, para la Real Academia Española el término castellano, en sus acepciones 5, 6 y 8 queda referido al espacio reservado en las antiguas villas para vender en ciertos días de la semana la carne al por mayor, o bien el lugar donde se mata y desuella el ganado, o la huella o el rastro que queda de algo (siguiendo la imagen visual del rastro de sangre dejado por las reses sacrificadas).

## Elrastrode Cervantes
Entre 1601 a 1606, Felipe III trasladó su Corte a la ciudad de Valladolid, y con ella llegaron a la villa pucelana, personajes como Miguel de Cervantes, reclamado por el Consejo de Hacienda para rendir cuentas ante la Contaduría General. Instalado en esa ciudad desde mediados de 1603, no se conoce el lugar exacto donde se acomodaron Cervantes y su familia en un primer momento, pero sí que luego se trasladaron a las nuevas casas que el constructor Juan de las Navas edificó en agosto de 1604 en la zona del Rastro Nuevo de los Carneros, junto a la orilla izquierda del río Esgueva y muy cerca del hospital de la Resurrección.

## ElRastrode Madrid
Ha quedado documentado el lugar que ocupó el Rastro de Madrid ya en el siglo XVII por la descripción del Plano de Teixeira, instalado en el barrio de Lavapiés, donde se concentraban los mataderos de reses de la capital de España, acogiendo también a los gremios de curtidores; conjunto de actividades que han quedado reflejadas en el callejero madrileño, en las calles del Carnero, Cabestreros, Ribera de Curtidores (denominada por entonces calle de Tenerías).
En el caso de la villa madrileña, como en otros diversos lugares de la geografía española, el nombre de Rastro lo origina el transporte de las reses, que ya muertas y aún sin desollar, eran arrastradas desde el matadero, cercano al río Manzanares, hasta las curtidurías. El traslado dejaba un rastro de sangre aumentado por el desnivel de Ribera de Curtidores.

## Mercadillos benéficos
También se aplica rastro o rastrillo, a determinados mercadillos benéficos montados en fechas determinadas y con periodicidad anual por lo general. En ellos se ponen a la venta productos nuevos o usados donados por particulares, fabricantes o incluso comercios. Las secciones más populares de los rastros son textil, ropa infantil, juguetes, libros o menaje del hogar. Toman su denominación debido a la circunstancia de que la recaudación se destina a determinada organización social, ONG u obra benéfica, objetivo que motiva que los vendedores no sean profesionales, sino personas voluntarias que hacen el trabajo de forma gratuita. En ocasiones, los mercadillos benéficos cuentan con la presencia de personajes populares de la comunidad.